# サガ3時空の覇者 Shadow or Light
『サガ3時空の覇者 Shadow or Light』（サガスリー じくうのはしゃ シャドウ オア ライト）は、2011年（平成23年）1月6日にスクウェア・エニックスから発売されたニンテンドーDS用コンピュータRPG。1991年（平成3年）12月13日に旧スクウェアより発売されたゲームボーイ用ソフト『時空の覇者 Sa・Ga3 [完結編]』のリメイク版である。

## 概要
原作であるゲームボーイ版（以下、「GB版」と表記）は多くのコンピュータRPGで採用している経験値・レベル制での成長になっているなど、サガシリーズとしては異端のシステムを採用していた。それに対し、本作は経験値制を廃止し、サガシリーズの他作品と同様の成長システムに統一する形で大幅にシステムの変更がなされている。マップの3D化を始めグラフィックは全面的に描き直され、キャラクターデザインも小林元がほぼ新規にデザインを描き起こしている。サガシリーズで唯一本作の原作の製作には関わっていなかった河津秋敏が新たにシリーズディレクターを務め、音楽は多くのサガシリーズで作曲を担当した伊藤賢治と原作の作曲者であった笹井隆司の両名が共同でアレンジを担当している。
タイトルは『Sa・Ga2 秘宝伝説』とそのリメイク『サガ2秘宝伝説 GODDESS OF DESTINY』（以下、『サガ2GOD』と表記）とほぼ同様の付け方になっている。すなわちGB版の副題「時空の覇者」を主題に加えたうえで、新たに「Shadow or Light」の副題が付けられた。また、GB版の副題「時空の覇者」は、原作では“Sa・Ga3”の前に付けられ『時空の覇者 Sa・Ga3』となっていたが、本作では“サガ3”の後に付けられ『サガ3時空の覇者』となった。また、GB版と異なり“[完結編]”とは題されていない。
テーマは「いかにして旧作を変えていくか」であり、システムなどはほぼ全てが旧作と異なる。プロデューサーの三浦宏之が、前作『サガ2GOD』に引き続き制作をしたいとのことで、そこで候補に挙がったのが「ファンの間からサガシリーズらしくない作品と言われているサガ3のリメイクを作る」というものだった。

## 物語
ある日、全ての時代の上空に巨大な水瓶が忽然と現れた。水瓶は大量の海水と魔物たちをとめどなく流し込み続けたため、世界は魔物で溢れ、そして陸地は水没の一途を辿り、末期には水没対策に高所へ作り上げた人工都市も沈むことが目に見えていた。
この状況を打開するために結成された革命軍で、ボラージュという男が3人の幼子を過去へ送り込む計画を立ち上げる。その3人デューン、ミルフィー、ポルナレフはまだ陸地の多く残る時代へと送られ、孤児を集めた町ダームの長老ギルのもとで育てられた。彼ら3人に長老ギルの孫娘シリューを加えた4人が中心となり、水没する歴史を変えるための戦いが始まった。そのための手段として、時空を越える戦闘機ステスロスの存在をギルに紹介される。かつてこの世界の神ソールが作ったと言われるステスロスも、今はパーツのほとんどがなくガラクタ同然であった。そこでデューンたちは各地を巡りパーツを集め、ステスロスに時間移動の能力を取り戻していく。
パーツを集めるため時間移動を試みたその時、ワープの衝撃で気を失ったデューンは一人謎の空間で目を覚ます。瞬間移動のように突然目の前に現れた男ワンダラーから、ステスロスの詳しい機能や、ボラージュから渡されたタイムズ・ギアと呼ばれる特殊なパーツのことを教えられる。その後もことあるごとに気を失いこの異空間で目を覚ますことは何度かあり、そのたびに敵か味方かもわからない様子に不信感を持ちながらも、彼のアドバイスや彼によってもたらされたステスロスの機能解禁が戦いに役立つことは間違いなかった。
パーツの捜索には、その行く手を阻むように神々が立ちはだかり、彼らとの過酷な戦いも待ち受けていた。デューン一行が、自身を過去へ送り込んだ革命軍と出会い、今後の相談を持ちかけようとした時、これまでも敵対していた神々の一味がソールを別世界へ連れ去ったという事実を知る。水瓶も別世界から送り込まれた存在であり、何がしかの意図をもって水没の計画が進んでいることは明らかであったことから、集めたパーツでステスロスの時空を越える能力を発動させ、異世界へ旅立つ決意をする。
異世界に渡ったことで、デューン一行はこの水瓶が異世界からの侵略であったことを明確に知ることとなった。革命軍もまたこの異世界へ足を伸ばし、一足先に戦っていた。しかし険しい道の前に、革命軍は戦力を消耗しており、デューンの父であるジュピターも道半ばで倒れていた。最終的に神々と戦える戦力はデューン一行と、彼らを過去へ送り込んだ男ボラージュ以外に残されていなかった。ボラージュを隊に加え、故郷を守るため神々の総本山へと進軍するデューンたちの前に、連れ去られていたソール神が姿を見せる。ソールは異世界の神のトップであるラグナ神と一心同体の存在であり、ソールは自分ごとラグナ神を倒させようとした。しかしソール一人の力では抑えきれず、ラグナ神を打ち倒す役割はデューンたちに委ねられることになる。
戦いの末に水瓶は消滅し、ステスロスに乗って元の世界へ戻って来たデューンたちは、ボラージュの提案でステスロスをこれからの時代に不要なものとして破壊する提案を受け入れる。ようやく平和を取り戻した一行は、革命軍の手によってステスロスに安置されていたジュピターの遺体をサイボーグ技術で蘇らせ、当時の戦いの様子を聞かせてもらっていた。曰く、神々との戦いのさなかで倒されたが、壊滅せず撤退できたのは素早い判断で倒れたジュピターを回収したボラージュのおかげであった。
この話を聞いたデューンは、生まれ育った時代のダームの町へ戻るためにタイムマシンの製作を革命軍に依頼し、その帰還の旅へボラージュを招待した。しかしデューンの真意は、ボラージュの言動に不審な点があることから、彼の正体を問い詰めるため、逃げ場のないタイムマシンへボラージュを追い込むためであった。ジュピターが負傷したのに同行していた彼がジュピターを回収して撤退する余裕があったことや、滅びの未来から来たと言っていた割に際に使用したタイムマシンがどこにも見つかっておらず、重要なはずのステスロスの研究に関して協力した形跡も見られていないこと、タイムズ・ギアを知る者がボラージュとワンダラーしかいなかったことから、彼の正体がワンダラーでなければ説明がつかないと考えていたのである。
果たして、ボラージュの正体はワンダラーであった。彼は自身に向けられた疑惑の全貌を話す。彼の故郷とその命の拠り所は、互いの世界の間に存在する「時空の狭間」であり、ここはソールの世界とラグナの世界が共存していなければ成立しない。デューンには単なる侵略者と思われていたラグナ神も、ソール神ともども素性は創造神であり、人間たちの目線では侵略に見えたこの活動も、不完全な世界しか作れない現状を解決するため創造神の能力を十全に取り戻す目的で、半身たるソール神を探していたに過ぎなかった。そして、もしも片方の神だけが倒された場合、その世界は残った側によって滅ぼされるため、デューンたちの戦いに乗じ、かつ時空の狭間を守る為に取れる手段として、両方の神を同時に倒す道を選んだ。各地でデューンたちにアドバイスなどをしたのも、2体の神を同時に倒せるよう動いてもらうための誘導を兼ねていた。
しかしデューン一行は必ずしも彼の誘導する通りには動かなかった。過去の時代でパーツの一つを探させるはずが、魔物にさらわれた少女フレイヤの保護を優先して、ここにあるはずの「未来ワープ」を探さずに過去の時代を去ってしまう。このパーツがなければ、未来へと渡ることができず、それ以上のパーツを集めることもできない。やむを得ず、ステスロスに興味を示す研究者クロノスへパーツの情報を教え、彼を通してパーツを回収してもらうつもりでいた。その結果、パーツの回収こそ思惑通りに進んだが、クロノスがワンダラーの予想以上にステスロスの研究に打ち込み、結果としてステスロスをもう1台製作して異次元へ攻め入る事態へと発展。このままではソール神が取り込まれる前にラグナ神だけが倒されてしまうことは目に見えていた。
そこで、革命軍にとって重要な戦力をいったん倒しておき、進軍を遅らせる強硬手段に出る。この標的になったのが、デューンの父であるジュピターである。サイボーグ手術による蘇生を含めてワンダラーの想定ではあったが、デューンにとってジュピターが他ならぬワンダラーによって倒されていたことは予想以上に過酷な真相であり、最終的にワンダラーと一度戦うことによって話をつける展開へ発展する。そして戦いの後話をつけた両者は別離の道を辿り、デューンたちはダームの町へと帰路に着いた。

## 追加要素
本項目では、本作で新たに追加された要素のみを記載する。オリジナルの基本的な要素についてはGB版の項目を参照。

### バトルシステム

#### エンカウント
GB版のランダムエンカウントに対して、今回はシンボルエンカウントになっている。敵シンボルの追跡は先に進むほど激しくなる。先制攻撃に関しては、GB版ではパーティと敵側のレベル差によって発生していたが、今回は側面や背後から接触した場合に発生することがある（前作・前々作のように先制攻撃できる特性も存在する）。
ただし、今回はボスや特定のシンボルの敵相手には絶対に先制攻撃が発動しないようになっている。また、前作にもあったチェーンエンカウントが採用されている。近くに別の敵シンボルがいる状態で戦闘になると、その敵シンボルも戦闘に参加してくる（最大シンボル4体まで）。ただし1度に戦闘参加できる敵は限られているため、余った敵は場外で待機する「スタックバトル」となる。場外=スタックにいる敵に対して直接ダメージを与える手段はほとんど無いため、全滅させるには出現中の敵から倒していく必要がある。この場合、素早く全滅させると所持金をより多く獲得可能。なお、戦闘時と同じフルカラーの状態になっている敵シンボルはチェーンエンカウントには参加してこない。

#### 連携
シリーズではおなじみの「複数のキャラクターによる立て続けの行動」。本作では、キャラクターの行動順番が連続しており、かつ同じグループの敵を狙っており、さらに連携に対応した技を使用すると発動することがある。メンバー間で立て続けに行動し、通常より大きなダメージを与えられる（敵モンスターも連携を行う）。コマンド入力中に行動順番がわかるようになっており、意図的に味方の連携を繋いだり敵の連携を遮断する形で調整することが可能。ターンが始まると連携が成立したキャラクター同士のアイコン間に赤い矢印が表示される。
- コマンド入力中にて赤い矢印がすでに表示されることがある。味方の場合はほぼ確実に連携が成立し、敵の場合はわずかでも連携成立する可能性がある場合。いずれも100%の連携成立を保証するものではなく、ターンが始まってから赤い矢印が消えて連携が成立しないこともある。
- 連携が成立した場合は、2人目以降で一定の条件を満たすと「連携昇華」へとグレードアップし、連携昇華が発生した場合には使用した武器・魔法・能力に秘められた「連携昇華技」が発動する仕様になっている。敵モンスターの攻撃も連携昇華に発展する可能性がある。
  - 本作では1名ずつ別々に攻撃するため、後述の「ギアドライブ」を途中で後から挟み込むことが可能。これにより、味方の連携参加人数を付け足したり、敵の連携を成立後に遮断することも可能となった[7]。ダメージ表示は前作『サガ2GOD』と同様に個別だが、今回は連携で上乗せされたダメージが青色で別表示されるようになったほか、1人目の攻撃でも威力が高まるようになっている[6]。

### タイムズ・ギア
今回新登場の時間を操る装置。戦闘中に敵を攻撃したり、あるいは敵から攻撃を受けると「ギアポイント」が蓄積され、ポイントは±0 - +5まで（ストーリーが進むと−5 - +5に拡張）となっている。蓄積されているギアポイントは、上画面の中央下部で確認可能。また、この「ギアポイントを表示する数字」は、宝玉のような玉に描かれており、この玉を「ギアゲージ」と呼ぶ。ギアゲージの色は、ゲーム開始時点では赤だが、シナリオの進行具合に応じて虹のグラデーションに準ずる順番に色が変わり、最終的には紫にまで変化する。

#### 戦闘中
強力な効果をもたらす切り札のような役割を持つ「ギアドライブ」が発動（ギアポイントを消費する）。使用するには、コマンド入力中ではなく、コマンド入力終了後のキャラクター行動中にYボタンを押す。Yボタンを押しながら方向キーを左右に押せば、使用したいギアドライブの種類を切り替えられる（ターン中でも切り替えできるが、ターン中はYボタンを離すとそのギアドライブの使用を決定するため、使用せずに切り替えのみを行いたい場合はターンが終了するまでYボタンを押しっぱなしにする必要がある）。
過去ドライブ
使用すると、ターンの終了間際に「呼び出したキャラクターの過去の姿」が召喚され、そのターンに行った行動をもう一度行う。1回の発動で1ポイントを消費する。ただし、呼び出した本人が途中で戦闘不能になった場合は、召喚されない。
現在ドライブ
使用すると、現在行動中のキャラクターの直後に発動し、数人の仲間が1体の敵に一斉に襲い掛かる。防御力を無視したダメージを与える上、攻撃を受けた敵はそのターン動けなくなる。ただし+1ポイント以上なければ使用できず、1回の発動で、「タイムズ・ギアに書かれている数字」と「生存している仲間の人数」のうち、少ない方の数のポイントを消費する。攻撃に加わる仲間の人数はポイントを消費した数と同じ。
未来ドライブ
使用すると、現在行動中のキャラクターの直後に発動し、「呼び出されたキャラクターの未来の姿」が召喚され、呼び出した本人が使用可能な装備・能力のうちもっとも上位の攻撃技を使用する。まだ覚えていない技であっても使用可能。1回の発動で1ポイントを消費する。ただし、呼び出した本人が途中で戦闘不能になった場合は、召喚されない。

#### アビリティ
移動中に「フリーズシステム」で時間を止める事が可能。敵シンボルや地形の動きなどすべてを停止できるため、ピンチを切り抜けたり探索を容易にするといった効果がある（詳細は後述）。

### シナリオ

#### シナリオ・シンクロ・システム
『サガ2GOD』で採用された「シナリオ・シンクロ・システム (SSS)」を引き続き採用。『サガ2GOD』ではキャラクター同士の関係によってイベントの内容が変化したが、今回はほとんどのイベント中に選択肢が出現し、展開や結末が変化する。Yボタンの「未来予測」によって選択肢に対応した結末のヒントが分かるようになっている。ただしギアポイントが一定量ないと選べない選択もあり、中には「ポイントが一定以下」という条件を提示されることもあるため、ポイントが多ければ良いとは限らない。
過去作品のフリーシナリオ同様に選択肢として明確に選べる形式へ変更した理由として、『サガ2GOD』の方式では自然なストーリー展開としてサブイベントを組み込めたが、それだと何度もプレイする場合に異なる展開を見ることが難しいという意見が出たため、シナリオの分岐点をわかりやすくしようと考えたことが挙げられる。

##### フリーシナリオ
GB版のストーリーに加えて新規追加されたシナリオ。上記のSSSはほとんどがこれに該当する。このシナリオの展開によって、新たなエリアに進めることもあり、場合によってはストーリーに影響をも及ぼす。

##### ハント
町の住民から強力なモンスターの討伐を依頼される。引き受けて倒せば報酬をもらうことが可能。指定されたフィールドやダンジョンに出現し、シンボルも戦闘時と同じ姿で待ち構え、移動や追跡は行わない。戦闘になると最初から巨大化した状態で登場するため通常より手ごわく（詳細は後述）、難易度によっては本編のボスが大幅に強化された状態でリベンジを待ち構えていることもある。ボスの強化版との対決では戦闘から逃げられない。

##### プレゼント
町の住民や宝箱からプレゼントの情報がもらえることがある。ステスロス内にアイテムが届き、任意で受け取る事が可能。

#### 台詞の追加
メインメンバーでありながら、GB版では台詞が一切無かったポルナレフとミルフィーの台詞も追加され、2人の性格表現が明確になった。それに伴い、GB版で台詞のあったキャラの発言も大幅に追加や変更が行われている。

#### 真のエンディング
多くのサブイベントをクリアしていく事により開示される「真のエンディング」が追加された。この真のエンディングは前述のSSSとタイムズ・ギアを併用する事で発生する仕様になっている。開示条件として少なくともギアゲージが特定の色になっている必要がある。

### BGM
全てのBGMがハードに合わせてアレンジされただけでなく、以下の新曲が追加された（カッコ内は使用される主な場面）。
1. オープニング（オープニングデモ）
2. パイルアップ・スタック（チェーンエンカウント時の戦闘）
3. ホールド・アウト（巨大敵との戦闘）
4. 時空の狭間（ワンダラー登場時）
5. 真・神戦（ラグナ最終形態との戦闘）
6. 決意の狭間（ワンダラーとの戦闘）

### 各種設定

#### 難易度
新規ゲームスタート時に、「Easy」と「Normal」の難易度設定が追加された。一度クリアした後は「Hard」の難易度と、初回クリア時の内容を一部引き継ぐ事ができる「NewGame+」がさらに追加される。
- 「Easy」は、装備品などの使用回数が消費されないが、NewGame+で引継ぐ場合は選択できない。
- 「Hard」は、敵モンスターの能力値が通常より上昇し、高いレベルのモンスターほど大幅に強くなる[11]が、この難易度でしか挑戦できないイベントがある。

#### パスワード
移動中、メニュー画面で任意に入力できる文字列。数字やラテン文字で6文字まで入力可能（オープニングイベントでは4文字まで）。該当するパスワードに当てはまれば、アイテムを入手したり、キャラクターが成長したり、新しいシナリオが開示されたりする。1回のプレイで同じパスワードは2度以上入れられない。4桁のパスワードはクリアデータの引継ぎ時にも持ち越されるが、6桁のパスワードは引継ぎで持ち込まれないため再入力できる（例えばアイテムなら再び獲得できる）。一部のパスワードは、直接入力する以外に宝箱や登場人物から受け取る形で入手することもできる（受け取った時点で入力済みの状態になる）。

### キャラクター
新キャラクターおよび、本作で設定が追加・変更された点を記載する。

#### メインキャラ
基本的に、常にパーティにいる人物。本作では、GB版と異なり、この4名全員が主人公のような扱いをされている。ゲームスタート時に、それぞれ4色のカラーパターンから自由に選べるようになり、パスワードを入力すると5色から選べるようになる。
デューン
滅びの未来から送られた3人の子供のうちの1人で、非常にまっすぐな性格をしており、メインメンバー4人のリーダー格であり発言力が強い人間の男性。主に事件が起こったときなどの最終判断を任されることが多く、パーティメンバーではない人物含めて周囲から信頼されているが、幼い頃から大地が沈み行く未来を憂いて悩んだことがあり、戦いの訓練を周囲に強制して嫌われていた時期もあった。しかし、ある人物からどんな時でも信じるというメッセージを聞いたことを境に、周囲に無茶を強いなくなり、成長と共に今回の大規模な戦いでも落ち着けるようになっている。
ポルナレフ
滅びの未来から送られた3人の子供のうちの1人で、場の雰囲気などを読まずに突っ走ることもある実行力を持つエスパーの男性。直情的な面が強く、口を滑らせる場面が見られるなど、時に気まずい空気を作ることもある反面、人質を取られた際に状況が悪化するより早く目の前の敵を倒そうとする決断力につながるなどの突破口になることもある。状況判断を迷う場面では、主に目の前の状況をなんとかする判断をする傾向にある。
ミルフィー
滅びの未来から送られた3人の子供のうちの1人で、普段は物静かで冷静だが、言いたいことはきっちり少ない発言に込める。時々感覚のズレた面を見せるエスパーの女性。戦いの旅にぬいぐるみを持ち込む・カップルの悩みを解決しようとしたら折り合わせが悪く破局させてしまうなどの珍しいエピソードを持っている一方で、数少ない言葉のなかに物事の本質を含ませることもある。状況判断を迷う場面では、長期的な観点をもった判断が多い。
シリュー
メインメンバー唯一の現在世界の人物で、デューンとは恋仲の人間の女性。きっぷのいい性格だが、一度話を始めるとなかなか止まらない。ダームの町の長老ギルの孫娘であり、いわゆるおじいちゃんっ子。イベントなどで出会う人物とのやりとりでは常識的な部分が多いが、料理の腕については周囲が黙るほどひどい。デューンの発言によれば、好物は苺のショートケーキ。デューンやギルとの人間関係が影響し、家族や恋人といったエピソードが関わる人物を見かけると自分の事のように考える。エンディングで一行が現代へと帰ろうとしたのも、彼女が祖父ギルと一緒に過ごしたいという頼みからである。

#### サブキャラ
シナリオ途中で一時的にパーティに加わる人物。
メルローズ
デューンたちの兄貴分。デューンたちが幼い頃より自作の戦闘シミュレーター「バトルトレーナー」で鍛えてきた。町を守るリーダーとしても日々奮闘する。そのため、自警団の管理や後輩の育成・シミュレーターのメンテナンスなど多岐に渡る活動で多忙な日々を送っており、街の人々の人間関係で悩んだりしたときはデューンたちへ相談を持ちかけることや、バトルトレーナーでの訓練についてシミュレーターの訓練では身につかない経験があることをデューンから逆に教えられるエピソードもある。未来時代では加齢がわかる容姿となっているが、町のリーダーとしての立場は変わっていない。
フレイヤ
過去世界のイレムの町から魔物に誘拐されたエスパーの少女。デザインはGB版に引き続きチャイナ風だが、GB版のような武闘家ではなく、道士をイメージした姿に変わっている。非常に高い潜在能力を持っている上に活発な性格だが、誘拐事件がきっかけでふさぎこんでしまう。立ち直るエピソードでは、成長後どのような性格になるのかが選択によって異なる。もともとは暴れ馬の方がまだマシと例えられるほどのお転婆で、1人で町の外に外出をした末に怪我をして戻ってきたばかりか叱られても平気な顔をしたまま、という住民の話がある。後に、現在ではダームの町が襲撃されると町を救う役割を担い、未来では革命軍に参加して新設したダームの町で内勤に配属される。
ディオール
ダームの町で暮らす少年。幼い頃よりデューンに憧れているあまり、まだ実戦訓練の段階なのに戦いに行こうとしたり、街中でデューンたちがかつて行ったイタズラをそのまま真似するなど、主にデューンの行動を模倣しようとする。メインストーリーに深く絡むサブイベントの多くが、彼の成長にまつわるエピソードになっており、それらのシーンからデューンの少年時代もうかがうことができる。青年になってからは革命軍の指揮を執る立場に成長するが、異次元の神々との戦いで負傷した際にはボルフェス博士によってサイボーグ化されて蘇る。デザインは、GB版との違いがほとんど見られない。
ネメシス
ダームの町で暮らす少女。故郷の人々に強い愛着を持ち、特に幼い頃より共に暮らしてきたデューンたちと共に行動しようと積極的な面も見せる。デザインはGB版に引き続きシスターをイメージしているが、GB版のような一般的な修道服ではなく、セクシーなデザインの修道服に変わっている。一見すると大人しいようでいて、実は的確に人を観察しており、仲間が重傷を負ったときも取り乱さない。その一方で、デューンたちと共に暮らしたいという思いの強さから、未来でもデューン達を引きとめようとしたことがある。
ボラージュ
滅びの未来を救うべく、デューンたち3人を現代にタイムスリップさせてタイムズ・ギアを託すという判断を行った。シナリオ上の理由からデザインが大きく変わり、外見は30代で目付きの鋭い容姿をしている。

#### 四賢者
かつてステスロスの乗組員だった人物で、再びステスロスに乗り込んでもらうため協力を仰ぐことになる。
バルザイ
4人のリーダー格であり、他の四賢者を説得するのも主に彼である。死者の魂を成仏させる特別な呪文の使い手で、異次元の神々からも恐れられる。本作ではフリーシナリオでも新たな出番があり、見せ場が増えている。ステスロス内ではアイテムを販売する。
シャルル
水晶岬から世界を見守りながら、魔法の研究を行なっている。飄々とした性格で、発言に多少の落ち度があっても意に介さない。ステスロス内では魔法辞典を販売する。
今回はGB版に存在した「魔物の骸」の設定自体が存在しないため、神々に関する研究は行なっていない。
ズカウバ
優れた防具職人で、最高の防具を製作するために各地を旅しており、ゴート山に貴重な材料が見つかったことを知った頃合にデューン一行と出会う。賢者同士の中でもバルザイとは特に親しく、クラウドの町を統治する異次元で唯一の人間の王であるクレネスの説得にあたる。ステスロス内では防具を販売する。
マサムネ
聖剣エクスカリバーの封印を解除する方法を知っており、特別な武器の製作方法を知る武器職人。ステスロス内では武器を販売する。大胆な性格で、例えばネメシスにエクスカリバーを引き抜かせようとした際は、何が起こるか判らないのに何も言わずに引き抜かせ、その後もあっけらかんとした様子で事を進める。頼まれなくてもデューンたちに協力し、異次元の神々を打ち倒すことに積極的。

#### 異次元の神々
原則的に敵対することになる、異次元世界出身の神々。難易度設定によっては、その大半がストーリーとは無関係に別の場所でも登場することがあり、ストーリー上で戦うより強くなっている（ストーリーで出会う前に強いバージョンと戦える相手もいる）。
サハギン
上位神の手下として動く者と、元は人間だったが海で「サハギン病」に感染して変化した者がいる。感染源となった巨大なキング・サハギンも新たに登場。「見かけの割に強い」という設定があり、台詞でもそれを指摘している。
ドグラ
聖剣の1つエクスカリバーを手にする力を持つ「額に真紅の痣を持つ子供」を捜して子供を誘拐していた。フレイヤを攫うも見当違いだったため、洗脳して門番にさせていた。デューン達に対してはもともとそれ以上の敵対はするつもりを見せなかったが、デューンたちに戦いを挑まれることになり、結果戦いとなる。
アシュラ
ステスロスのパーツの1つ「未来ワープ」を持ち去った。今回はGB版と違い、異次元の四天王として他と対等な関係ではなく、カオスの手下という設定となり、カオスに未来ワープを献上していた。倒された後も亡霊アシュラゴーストとして現世に蘇ったが、死者の魂の掃除屋であるデュラハンに見つかり、浄化を恐れて怯える。
カオス
アシュラに命じて「未来ワープ」を回収させた。戦いでは手下のお供をただ戦わせるだけではなく、合体強化させる戦術を仕掛ける。
ミロク
ステスロスのパーツの1つ「時空ワープ」を持ち去った。異次元にいる仲間と連絡を取り合い、先に異次元へと向かったデューンたちの仲間を人質に取ろうと企むが、連絡される前に始末すれば心配はないと判断したポルナレフの機転で敗れる。後に強いバージョンが登場した際、強い怨念を持った亡霊という設定になっている。
フェンリル
異次元世界へ渡ってから最初に戦う神。今回は、神々の頂点にいるラグナ神へ謀反を企てている設定が加わり、そのためにラグナ神を倒せる力を持つエクスカリバーを手に入れようと、額に真紅の痣を持つ子供を捜し、その条件に合致していたネメシスを攫う。ラグナ神を倒すために手を組もうとデューンに取引をするも、彼に逆らったハーミットの村人を石化させていたことを理由に信用してもらえず、対決の末に敗れた。
ベリアル
ラグナ神による侵略をやめさせようとした賢者バルザイと話が決裂し、バルザイを始末しようとした所をデューンに発見され、戦うことになる。
パゴス
既に死んでおり、ラグナ神の力で魂が迷宮に幽閉され成仏できずにいる。戦って勝つと賢者バルザイの力で成仏する。今回は体が異常な再生能力を持つようになっている。
ボルボック
ラグナ神の本拠地があるゴート地方を覆う結界の発生装置を守る。今回の結界発生装置は、GB版と違って「ボルボックにダメージを与えることは出来ても倒すまでには至らせない」という性質を持たせている設定になった。
ソール
サガ世界を創造したのち、浮遊大陸で眠っていたが、異次元に連れてこられた神。ソールとラグナは、吸収合体のベースになった側の意識によって完全な創造神の能力を取り戻せる（浮遊大陸で眠っていたのも、ラグナを取り込んで新たな世界を作る力を蓄えるのが目的であった）。ラグナ神の片割れであり、ラグナによって吸収合体させられる寸前の所で駆けつけたデューンたちに、自分ごとラグナを倒させようとする。
ラグナ
異次元世界を創造し、サガ世界に水瓶を作って多量の水を送り込み、サガ世界を水没させようとした、異次元世界の最高神。GB版と違い、自己紹介をほぼしていないため、創造神である素性はワンダラーに指摘されるまでデューンたちは知らなかった。半身の相手を取り込む準備をソール神より先に完了させたが、異次元世界をベースに創造を予定していたため、サガ世界を滅亡させる水瓶を止めることは無かった。異次元の海が彼の体そのものになっており、心臓部に当たる部分が戦いの相手になる。分離した片割れであるソールを取り込み、完全な神になろうとしていたが、すんでの所で駆けつけたデューンたちに倒される。

#### その他のキャラクター
クロノス
イレムの町で幼い頃からステスロスに強い興味を持ち、研究を行なうほかに自身もパーツを探す行動派。ワンダラーの訪問で、デューン達の旅に必要なものをある日突然手渡され、それを境にデューン達の戦いをサポートするようになってから、かねてより興味を持っていたステスロスへの研究を本格化させる。
おおばばさま
過去のイレムの町の中心人物。現在世界では魔法屋を営んでいる。異次元世界にあるクラウドの町を治めるクレネス王とは幼馴染、との設定が追加され、本名はメティスであることも明かされた。GB版では未来世界でデューンたちに看取られ他界したが、本作では宿屋で臥せっているのみ。
パルサー博士
ステスロス復元に成功した博士。同じ研究者としてクロノスに対して強いライバル心を燃やす。しかしステスロスへの研究に関してはクロノスと共通しており、ステスロス復元も彼1人ではなくクロノスと共同で行ったものである。研究室に閉じこもり続ける生活に嫌気が差している面もあり、人並みに恋がしたいと考えるエピソードが加わった。
ボルフェス博士
瀕死に陥った人間をサイボーグ化して再生可能な技術を持つ、サイボーグ技術研究専門の博士。GB版のバイオ技術は本作では有していないが、旅先でデューンたちの治療をすることはGB版同様に可能である。
先生
『サガ2』にも登場した黄色のスライム。あちこちの町に出現する事があり、アドバイスをもらえる（稀にステスロスにアイテムを届けることもある）。
乙女
『サガ2GOD』にも登場したピンク色のスライム。神殿やステスロス内にて、今回もチュートリアルを説明してくれる。
天使スライム
『サガ2GOD』にも登場した水色のスライム。ステスロスにて、届いたプレゼントを渡してくれる（1個もアイテムが届いていない場合は出現しない）。
悪魔スライム
『サガ2GOD』にも登場した紫色のスライム。DSワイヤレス通信でパスワードの交換をうけもつ。
スライム・ファット
『サガ2GOD』にも登場した緑色のスライム。主に宿屋やステスロスにおり、アイテムを預かってくれる。
スライム・ファット天使
今回新登場のスライム。フィールドやダンジョンに埋まっている発掘物の数を、世界別に教えてくれる。前作『サガ2GOD』の時点でキャラクター自体は作られていたが、作中に登場したのは本作が初。
スライム・ファット悪魔
『サガ2GOD』では密売人として登場したスライム。主に宿屋やステスロスにてリチャージ屋を経営している。前作と異なり、料金は通常の店と同じ価格となっており、本人もその旨を語る。
船長
とある国の女王にかつて仕え、私掠船の船長だった骸骨。アンデッドとなった状態で生きており、生前の経歴ゆえに自身の存在意義を主張するため海賊行為をしている。あまりに長く生きていたため成仏できない体となった。女王からもらった勲章を紛失し、失意で落ち込んでいたところをデューンたちに助けられる。場合によってはデューンたちを好敵手と認め、未来の時代にて鍛え直して登場することもある。
艦長、艇長、提督
船長の知り合いで、かつては立場の違いから対立すらしうる関係だったが、退役した今では同輩として酒を酌み交わすようになった。アンデッド状態である現在の境遇も船長と同じであり、生前の正規軍の無能さを語りながら酒を飲んでいるところを、浄化しに来たデューンたちに発見され、浄化を拒んで戦いになる。船長を加えた4人組であり、進め方によって何人と戦うかが異なる。最後は半ば成り行きで浄化されることになる。
親子連れ
『サガ2GOD』の主人公およびその両親。サガ2の主人公は人間男として登場している。GB版と同じように三種の神器を探しており、同じく探していたデューンたちに剣を譲るところまでは同じだが、新たなエピソードが追加され、父親が未知の冒険に心躍らせつつもコマンドの町を守る使命を持ち、そのためたびたび家族に黙って窓から外出する様子に母子が呆れている。
性悪姉妹
臆病なフリをして実は調子のいい性悪ピクシーと、重箱の隅をつつくような理屈で相手を説き伏せる性悪シルフの姉妹。高い魔力を持っており、珍しい魔物を求める四賢者の依頼でやってきたデューンたちにガセネタを掴ませるなどのイタズラを仕掛ける。
ワンダラー
ステスロスのワープ中に気を失ったデューンが時空の狭間で出会うことになる正体不明の男。ステスロスを模した仮面を身につけており、デューンの持つタイムズ・ギアを使用可能にしてくれる。ほかにも関連情報を教えてくれたり、ギアの機能を追加してくれたりするが、どれも自身の目的に沿ったものである。
彼が住む時空の狭間は、ステスロスで時空間をワープする際に通過する場所そのものであり、彼はここを自在に移動でき、どの時代にも異次元にも自由に出入りでき、過去や未来を知ることができる。旧作とは異なり、ステスロスの作り主がソール神であるという伝承は誤りであり、これも彼が本当の設計者である。
進め方によっては、正体を看破されたことで彼と戦いになる。しかし敵対することになっても、悪意ある行動ではなく、彼自身の考えに基づいた行動である。
キャラクターデザインとして、ステスロスの形そのままの仮面を被っているが、これは時空を移動するキャラクターらしいデザインをテーマにしたため。物語途中でプレイヤーに素性が知られることを承知でのものだったことから、ならば姿で以って最初から見せようとした意図がある。

## 変更要素
本項目では、オリジナルから仕様が変更された要素のみを記載する。

### 追加された新システム
- プレイヤーノートの追加。
  - メインの物語を扱う「ストーリーノート」と、脇道シナリオを扱う「フリーシナリオノート」では、それぞれの物語の状況が変化すると書き込まれていく。
  - モンスターの能力値を記録する図鑑「モンスターノート」では、敵として出会ったり、味方が変身した個体の情報が書き込まれる。ただし、通常難易度 (Normal) でのベースとなる能力値のみが書きこまれているため、ランダムで変動する実際のHP[注釈 3]や、巨大化した状態での能力値・味方が変身した場合の能力値などは載っていない。とくに変異種は味方しか変身できないにも関わらず、図鑑に記載されるモンスターのHPは「仮に敵が変異種として登場した場合[注釈 4]のHP」が書き込まれるため、実際にゲームで活用するためのデータとしては不正確な部分もある[注釈 5]。
- 前作『サガ2GOD』に倣ったコンフィグ機能の追加。

### 成長システム
- 概要でも記載されている通り、経験値制を廃止してサガシリーズの成長システムに統一する形で大幅に変更された。『サガ2GOD』までのシリーズ作品ではその多くが戦闘終了後にキャラクターが成長する仕様だったが、本作ではキャラクターの行動直後にリアルタイムで成長する様に変更されている（どの種族でプレイしても、リアルタイム成長は行われる）。戦っている敵モンスターのレベルが高いほど、成長しやすい。戦闘中に成長するという特徴上、これまでキャラクターの成長が望めなかったラストボス戦を今作では成長に利用することができる。ただし、戦闘に敗北した場合は、リトライ（その戦闘の再挑戦）をした際であっても、敗れた戦闘で成長した分は全て取り消される。
- 熟練度システムも追加されており、カテゴリ別に対応する種族が決まっている。種族を変更しても高めた熟練度は維持されるが、現在の種族で対応していない熟練度はいくら戦闘を行っても上がらない。『サガ2GOD』同様に、熟練度の成長は行動した回数に依存するため、使用した装備品の強さや敵のレベルとは関係がない。

#### 能力値など
今回は前作・前々作に倣う形で、能力値の数が簡略化されている。人間の時の値を「基準値」（HPは最大1999、力・魔力・素早さ・防御は最大99）として、他の種族は基準値を基にそれぞれ増減する。リアルタイム成長もこの基準値が1ポイントずつ伸びていく（HPは上昇幅が大きい）。
HP
耐久力。0になると戦闘不能になる。
力
大半の白兵戦用武器を使ったときの攻撃力に影響する。
魔力
魔法攻撃や、一部の魔力依存武器を使ったときの攻撃力に影響。また、敵からの魔法攻撃を軽減する。
素早さ
一部の白兵戦用武器を使ったときの攻撃力に影響する。また、行動順が早くなり、命中率と回避率も上がる。
防御
敵からの物理攻撃を軽減する。
熟練度
武器・魔法辞典・能力・アイテムを使ったときの効果が高まり、武器と魔法辞典の場合は新たな技を覚える基準でもある。

### 種族システム
GB版では「ロボット（本作では「メカ」）」「サイボーグ」「獣人」「モンスター」それぞれに実際に敵として登場する魔物が対応しており、レベルに応じて割り振られた魔物に変身していた。それに対し、本作ではモンスター以外はキャラクターごとに固有の容姿に固定され、上記のように「能力値や得意武器に補正がかかった状態」である。それにより、GB版では「ロボット」「サイボーグ」「獣人」に設定されていた魔物も、本作では種族は全て「モンスター」扱いになっている。
- ただし魔物の系統によって「肉」か「ネジ」のどちらを落とすかが決まっており、「モンスター」「獣人」への変身は「肉」、「メカ」「サイボーグ」への変身は「ネジ」が必要。つまり機械系の魔物は「ネジを落とすモンスター」という存在になった。ただし機械系の魔物といえど、あくまでも「モンスター」なので、味方がこれに変身する場合はネジではなく肉が必要である。
  - GB版では通常の肉のほかに、変身した時にHPも回復する「巨大肉」が存在した。今回はさらにネジも「巨大ネジ」が存在する。ただし効果はやや変わっており、（変身すると無条件にHPが回復するため）巨大版は変身しなかった場合にHPや能力の使用回数が「大幅に」回復するようになったほか、能力や特性を引き継ぎやすい。
  - 本作には「巨大化した敵」も登場するが、最初から巨大化している者もいれば、戦闘中に同種同士で合体して巨大化する者もいる[注釈 1]。HPの増加に応じた度合いで、あらゆる攻撃による破壊力が強化されるほか、戦闘中に合体した場合は大きさに比例して通常よりHPが高くなる傾向にある（最初から巨大化している敵は場所によってHPが異なり、場合によっては防御力も強化される）[19]。その代わり、ほとんどの場合は倒した時の入手金額は通常よりも増えているほか、落とす肉やネジが原則として「巨大肉Ex」「巨大ネジEx」となる[注釈 6]ことで、回復量や能力の引継ぎに関してさらに有利となっているほか、モンスターに変身する場合は上位のモンスターに変化できる。
- GB版では極端な種族（モンスターやロボット）に変身する場合、モンスターになりたければモンスターの肉を、ロボットになりたければロボットのネジを獲得する必要があった。今作ではそのようなことはなく、（一部の例外を除けば）単純に肉を食べ続ければモンスターに変身可能で、同様にネジを取り込み続ければメカに変身できる。
- GB版では不可能であった人間とエスパーの相互変身も可能になり、成長の自由度が広がっている。
- GB版と異なり、モンスターの一部の系統は特定の性別の者しか変身できない。

人間
「長剣」「刀」が得意で、それ以外の武器の熟練度も非常に遅いペースながら上げられる（能力・魔法辞典・ステスロス砲を除く）。能力値は平均的。
エスパー
「魔法辞典」「早剣」「弓」が得意。能力値は、HPや力が低く、魔力が高い。
獣人
「体術」「槍」が得意。能力値は、力や防御がやや低く、HPや素早さが高い。
モンスター
「能力」「アイテム」が得意で、唯一能力を最初から覚えている種族。重火器系の能力や消費アイテムの威力がよく上がる。装備品は全て使用できず、防具も効力を発揮しない（例外あり/後述）が、唯一複数の能力を身に付けられる。キャラクター自身の能力値はほとんど反映されないが、変身中の個体が持つ能力値を上乗せする。前作に引き続き「変異種」が存在し、肉の質がよければ変異種になりやすい。変異種はHPが4割・その他のパラメータがそれぞれ1割ずつ上乗せされている（使用できる能力は通常と同じ）。
モンスターに変身した状態で肉をさらに食べると、別のモンスターの個体に変身できる。『魔界塔士』『秘宝伝説』同様のルールになっており、「食べた者のモンスターの系統」「肉を落とした敵モンスターの系統」の2つによって変身後の系統が決定する。また、変身後の系統のうちどのランクの個体になるかに関しても前2作に倣い、「食べた者のモンスターレベル」「肉を落とした敵モンスターレベル」を照らし合わせ、原則的には高い方のレベルに合わせる形になる。
獣人からモンスターに変身する場合、獣人はモンスターレベル1として扱われる。
画面には表示されていないが、変身した個体を使い込んでいくことにより、モンスターとしての熟練度を高め、能力やアイテムの威力を高めることが可能。モンスターの個体別に熟練度は別々であり、いったん他の個体に変身しても、変身前の個体に戻ればその個体の熟練度を再び適用できる。そのため、モンスター以外の種族でこの熟練度を活用することは不可能である。
サイボーグ
「斧」「大剣」が得意で、重火器・重火器系の消費アイテムの威力が上がるほか、他の種族で威力が大きく落ちる銃もさほど威力が落ちない。能力値は全体的に抑え目だが、装備品によって補強されるウェイトが他の種族より高く設定されているため、組み合わせ次第で大幅な強化が可能。
メカ
「銃」「重火器」が得意で、重火器・重火器系の消費アイテムの威力がよく上がるほか、他の種族で威力が大きく落ちる銃も本来の威力を出せる。能力値は非常に抑えられるが、装備品の補強が非常に高く、組み合わせ次第で極端な強化が可能。防具欄には数が許す限り同じ種類の防具を複数装備する事も可能（ただし本来の部位以外に装備した防具は、メカ以外の種族に変身すると耐性以外が反映されなくなる）。魔力は基本的になく、魔法辞典は使えない。

### アイテムの扱い方
- 装備品は1個で1枠、消費アイテムは1種類ごとに1枠である。GB版では重火器（後述）のみ1種類1枠（最大9個）という例外があったが、今回そのような例外はなく、また消費アイテムは全て最大99個である。
- アイテム選択画面では、「捨てる」という項目がなくなり、Yボタンでそのアイテムを捨てることができる（イベントアイテムは捨てられなくなった）。今回、消費アイテムは捨てる個数も選択することが可能。
  - 装備品を外すときも、装備画面でYボタンを押す形式になった。ただし装備交換に関してはこれまで通り、装備を選択して決定・換装する装備を決定という流れである。
- GB版の魔法「ムオン」「サモン」「メタモル」は「イベントアイテム」扱いになり、ゲームの進行に応じて自動的に使用される。同じく、GB版の魔法「テレポ」も「消費アイテム」扱いになり、戦闘で使用できなくなるなど、効果が若干変更されている。
- 前作及び前々作では一部のものを除き使用回数を使い果たしたアイテムは消滅してしまうが、本作では使用回数が0になってもアイテムは消滅しない。使用回数の回復は、能力は「宿屋」で、武器・魔法・盾は上述の「リチャージ屋」でそれぞれ行う必要がある。ただし、性能の高い武器・魔法・盾ほど、リチャージ代も高額になる。
  - GB版では重火器が使い捨てだったが、今作では「一般的な装備品」と「消費アイテム」に分割された。重火器に類する攻撃アイテムは、種族によって威力が変化する[20]。
  - GB版では、一部の武器や防具をアイテムとして使うことで何度でも魔法（後述）が発動するものがあったが、今回は廃止された。代わりに「魔法が発動する消費アイテム」が登場。メカはこの方法でも魔法を使用することは可能。
- 魔法石を組み合わせてアイテムを作り出す合成は、四賢者（ステスロスの乗組員）が関わっている点はGB版と同じだが、GB版ではアイテム種別ごとに賢者個人に魔法石を渡して製作依頼をする方式だったのに対して、本作では賢者4人が集まるエリアの中央にある装置「合成システム」で魔法石を投入して製作する。したがって、全ジャンルのアイテムがこの1か所で製作できるが、賢者が全員揃わないと装置は動かないようになっている。
  - GB版では異なる魔法石同士の組み合わせだと、1つ目と2つ目を逆にした場合は製作できなかったが、本作では製作可能になり、同じ組み合わせ同士でも1つ目と2つ目が逆になると違うアイテムが製作される。また、魔法石の中でも光と闇は、GB版では一度の製作で1種類を複数消費することもあったが、今回は同じ魔法石同士の組み合わせでなければ、消費するのは必ず1種類1個になっている。入手できる魔法石の数も多くなり、比較的気軽に合成アイテムを製作できるバランスになっている。
- GB版ではアイテムを装備した場合にHP補正があった場合、最大値が上がるほかにHP残量の割合に応じて現在値も上昇したが、本作では現在値は一切上がらなくなった。

### バトルシステム
基本的に『サガ2GOD』のシステムを発展・進化させた内容になっている。
- 自発的に1ターン行動を放棄できるコマンド「なにもしない」が追加された。これは「無為に過ごすという行動を取る」扱いになっており、行動順番のアイコンは他の行動と同じように表示される。
- 自動で行動する「おまかせ」は、GB版では指定出来なかったデューンも指定可能になった。また、効果は1ターンに限定され、おまかせで戦闘を行い続けたい場合は毎ターン指定する必要がある。
- 戦闘から脱出するためのコマンド「逃げる」は、キャラクターの行動として指定するため、ターンの最初には発動しない。今回も逃げた直後はプレイヤーキャラがしばらく点滅して敵シンボルと接触しないが、本作ではこの間は敵シンボルが追跡してこない[注釈 8]ほか、逃げた時に所持金を落とすこともないため、逃げること自体のリスクは大幅に減っている。なお、絶対に逃げられない戦闘では「逃げる」のコマンドの選択自体ができない。
- GB版では味方全員が1グループとして扱われていたが、本作では味方は1人が1グループとして扱われている。したがって、敵側から1グループを対象にした攻撃を受けた際にターゲットとなるのは、GB版では味方全員だったものが、本作では味方1人になっている。
- 属性を持つ攻撃を仕掛け、相手の弱点や耐性にかかった場合の演出が変更された。GB版では文章表示だったものが、本作では画面エフェクトと効果音で表現される（特定の属性に限定される/後述）。弱点を突いた場合は漫画で言う集中線のエフェクトが現れ[21]、耐性に阻まれた場合は金属音が鳴る。

#### 武器・魔法・能力
- 前作及び前々作『魔界塔士Sa・Ga』のシステムに統一する形で使用回数制へ変更され、使用回数の回復を行うショップ「リチャージ屋」が新規追加された。
  - メカは使用回数の消費量が一律で2倍。
  - 「能力」とは、前作・前々作で言う「特殊能力」にあたる、「各モンスターが生まれ持って所持している攻撃法」のこと。パラメータの能力値のことではない。
- 魔法攻撃は、GB版では回避可能だったが、今作では回避不可能になった（一部の特性による回避を除く）。
- 武器・魔法・能力は、それぞれ最大6個まで同時に装備可能で、武器と魔法に関しては対応する熟練度の成長に伴い新たな技の取得を行える（1種類につき、連携昇華技を含めて最大4種類まで取得可能）。ただし、盾は武器の項目で装備する仕様になっており、熟練度は無く技の取得はできない。覚えた技は、対応する他の装備品でも使用可能（連携昇華技として覚えたものは不可）。
  - 戦闘中の換装は不可能になった（GB版では武器・盾のみだが可能だった）。
  - 魔法は、直接覚えていたGB版と異なり、いわば「魔法辞典という分類の武器」を装備して使用する形になる。武器で覚えられる技が、魔法辞典で覚えられる上位の魔法に該当する。そのため、GB版に存在した魔法レベルの概念はない。
  - 敵キャラクターの場合は、武器・魔法・能力を同じ欄に装備している（合計6個まで）。
- 能力は最初から対応した全ての技が使用可能だが、同じ能力でも高位のモンスターほど強い技に対応したバージョンを覚えている。
  - GB版では能力の威力が、原則的に使い手の力と最大HPに依存していたが、今回は武器や魔法辞典と同様に、技ごとに依存する能力値が異なる（使い手の最大HPに依存する技はない）。
    - これに合わせ、炎や稲妻などを引き起こす系統の能力は魔法として扱われるようになった。つまり、魔法辞典とは別箇に、魔法系の能力を使って魔法を使用することも可能（前作・前々作に準じている）。メカもこの方法なら魔法を使用することが可能。
    - 重火器の特徴を持つものもあり、仕様上表示される数値よりも大幅に高い威力が出るようになっている[20]。

  - 耐性や弱点などは、GB版では能力に含まれていたが、今回は「特性」という欄が別箇に作られ、そこに格納されるようになった。
    - 同じ属性に耐性と弱点が重なった場合、GB版では耐性が優先されて弱点が消されたのが、今回は耐性と弱点が両方兼ね合わされるため、結果的に「一応軽減はするが、本来の耐性の軽減力を発揮できない」状態になる。
    - 1つの攻撃に複数の属性がある場合、GB版では複数の耐性によるダメージの多重軽減は不可能だったが、今回は可能な組み合わせが存在する。弱点に関しても同じことが言える。
    - 耐性や弱点は、GB版では防御要素のみだったが、今回は攻撃面や回復面への強化・弱化もある。こちらも威力の多重増幅などが可能。
    - 属性付きの武器で攻撃した場合、GB版では敵の耐性に阻まれるにも関わらず敵の弱点は突けなかったが、今回は敵の弱点を突くことが可能になった（耐性に阻まれる点は変わっていない）。
    - 一定確率で高いダメージを出す「クリティカルヒット」は、今回はステスロスの攻撃（後述）のみ発生する。
    - 特性もまた6個までセット可能で、敵から得た肉やネジから身に付けられる（高級な肉・ネジほど優秀な特性を身に付けやすい）。7つ以上になった場合は、余った分を捨てる必要がある。ただし1回につき特性は1つしか身につかない（引継ぎを除く）ほか、モンスター種族だと肉やネジの獲得では特性は身に付かない。
      - シリーズ第1作の『魔界塔士Sa・Ga』からゲームボーイやそのリメイクで使われ続けた食肉システムの、そのアイディアの大元である「倒した敵の能力を取り込む」がそのまま実装された形となる[22]。

    - 敵キャラクターも特性だけは別箇に格納されている（6個まで）。
    - HP吸収を跳ね返すなどの特殊な耐性は、GB版では空白文字で表記される（=プレイヤーが視認できない）耐性として存在していたが、今作では特定のモンスターの系統が有する性質になっている[23]。

  - 能力と特性は、変身したときにランダムでいくつか引き継げることがある（能力は1個のみ）。モンスター種族の場合、肉やネジから身に付けられないため、多くの特性を身に付けたい場合は引継ぎで身に着ける必要がある。ただしこの場合も、変身した個体が持つ空欄分しか引き継げない。
- 上述の通り武器・魔法・能力もサガシリーズのシステムに統一する形で再構成されており、GB版から半数弱の武器と魔法が削除・新規追加・アイテム扱いへの変更・効果の変更が行われている。
  - 特に、チェーンソーやハリセンなどの「どのカテゴリに入れることも難しい」装備品は登場していない。『サガ2GOD』と異なり、全ての装備品がなんらかのカテゴリに入っている。
- 装備システムは、GB版と前作・前々作の折衷になっており、自由に装備画面で付け外しができるもの・自発的に使用できるものかどうかで、以下のように大別できる。

| 装備システム＼装備の種類 | 武器・盾 | 防具 | 魔法辞典 | 能力 | 特性 |
| ------------------------ | -------- | ---- | -------- | ---- | ---- |
| 付け外し                 | 可       | 可   | 可       | 不可 | 不可 |
| 自発的な使用             | 可       | 不可 | 可       | 可   | 不可 |
- 以上の仕様変更に伴い、前作及び前々作で使用回数が無限に設定されていた武器（「正宗」「エクスカリバー」）も使用回数が有限に変更され、GB版のMP（マジック・ポイント）制が廃止されている。

種類に関しては以下の通り。それぞれ熟練度が設定されている。
武器
種別毎に多くの種類が用意されている。地域の敵の強さにより適宜買い替えることで、破壊力の底上げをしやすい。
長剣
種類が特に多い。原則的に、力に依存する。
刀
使用回数がやや少なめ。原則的に、力に依存する。
早剣
発動が早い。原則的に、素早さに依存する。
弓
威力は固定、複数の敵を攻撃しやすい。原則的に、素早さが成長する。
大剣
やや発動が遅いが、攻撃力は高い。原則的に、力に依存する。
槍
複数の敵を攻撃しやすい。力に依存する。
体術
単体攻撃しかできないが、使用回数がやや多め。素早さに依存する。
斧
発動が遅いが、高威力なうえ複数攻撃の技もある。原則的に、力に依存する。
銃
発動が早い飛び道具。種族によって威力が変化する。原則的に、力が成長する。
重火器
発動が遅い飛び道具。複数攻撃ができる。種族によって威力が変化する。原則的に、力が成長する。

魔法辞典
種別ごとの数は少ないが、属性や性質は武器よりも多彩な傾向があり、それらを同時期に使い分けることができる。
火、水、土、風、闇
一般的な攻撃魔法のカテゴリ。今作では、火=炎、水=冷気、土=地震、風=稲妻、闇=毒の関係である。
古
強力な古代魔法のカテゴリ。
再生
気絶した者を復活させるカテゴリ。
回復
HPを回復させるカテゴリ。
付与
味方を強化させるカテゴリ。
防具に関しては以下の通り。装備は1種類1つずつだが、メカは同じ種類のものを装備欄の許す限り装備可能。ただし、メカに変身した際に装備したものが本来の部位でなかった場合、他の種族に変身するとその装備品の効果は失われてしまう。モンスターの場合、どの部位に装備したものも効果が失われる（例外あり、下記の「属性」に関しての記述を参照）。
盾
武器と同じ装備欄にセットする。装備欄の許す限りいくつでも装備可能。今回は、前作および前々作に倣い、かざしたターンは敵の武器攻撃を回避できる効果になっており、回避に失敗しても受けるダメージを半分に抑える。属性を防ぐバリアを展開する盾がある点も同様だが、属性付きなら魔法だけでなく物理攻撃もバリアで防げる点・バリアは本人だけにそれも使用ターンのみ展開される点が、これまでの作品と異なる。
兜・鎧・小手・靴
それぞれ、防御力を高める効果がある。また、それ以外のパラメータを補強できる防具もある。
全身鎧
鎧欄に装備することが可能で、非常に高い防御力を有するが、兜・鎧・小手・靴のセットなので、兜・小手・靴の欄に装備した防具は耐性以外の効力が発揮されなくなる（それらの部位にも装備自体は可能）。
アクセサリー
装備欄が2つあるため、メカ以外でも2つは装備可能。今回は防御力を始めとしたパラメータ補強は一切無く、耐性を有するだけの存在である。したがって、全てのアクセサリに何らかの耐性が付いている。
属性に関しては以下の通り。耐性や弱点で威力が増減する。モンスター種族に変身している間は、前述のとおり防具の効果が発揮されないため、防具からの耐性も得られなくなるが、ダメージに関する耐性は効果が出るため、以下の属性には対応可能。
武器
一般的な武器や格闘などの攻撃、銃や重火器による攻撃なども含まれる。GB版では「ダメージ属性」だった。
魔法
魔法辞典やそれに類する能力による攻撃。
火、水、土、風、闇、聖
主に魔法攻撃に付加される属性。耐性や弱点によるダメージの増減幅が大きい。武器や魔法への耐性・弱点がある場合は両方が効果を発揮する。
弱点や耐性にかかった場合のエフェクトや効果音に対応するのは、この6種類となっている。
GB版での「即死耐性=聖属性弱点」の法則は廃止。
連携
連携を行った場合に青色数字で表示される追加ダメージ。
回復
アイテムによる固定量回復、魔法による回復、ターンごとのHP再生など、全てのHP回復に関わる。

##### ターゲット指定
GB版では一部の攻撃のターゲット指定が「敵単体⇔敵グループ」や「敵⇔味方」の切り替えが可能だったが、今回はすべて廃止された。

#### 敵のサイズ
1度に出現することができる敵の数には限りがあるのだが、敵ごとに設定されたサイズに大きく依存する。この点はGB版と共通しているものの、サイズの設定が変わっており、割り当てられた領域は約6キャラクター分。Sサイズなら約1キャラクター分だが、Mサイズなら約2キャラクター分、Lサイズなら約3キャラクター分を占拠することになる。
前述のスタックバトルでも強く影響し、スペースに空きがあってもサイズがそれより大きいと出現できない。また、敵はグループ単位で登場することが多いが、1グループ内の敵を全滅させない限り、たとえグループ内の敵の一部を倒しても、空きスペースとは扱われず、サイズに合致する予備の敵がスタックに待ち構えていても出現できない。また、スタックとして待機している側の敵もグループ単位で増援に来るため、例えばMサイズ2体=4キャラクター分を占拠するグループがスタックに待機している場合ならば、増援には4キャラクター分の空きが必要。また、空きはまとまった1つのスペースでなければならず、2キャラクター分の空きがバラバラの場所に2か所あって合計4キャラクター分の空きがあったとしても、Mサイズ2体のグループが1体ずつそれぞれの空きスペースに入ることはない。スタックは1グループ単位で増援1列として扱われ、列の順番どおりに増援へ動く。前の列のグループが増援に来られる空きスペースが無ければ、後ろの列のグループの合計サイズがそれより小さくても、割り込んで増援に行くことはない。
巨大化した敵のサイズが変わることは無い。見た目はとても大きくても元がSサイズなら巨大化してもSサイズとして扱われる。ただしこのサイズの制約は味方のモンスターには適用されない。例えば、Lサイズの敵は3キャラクター分×2体が限界だが、味方は4人全員がLサイズのモンスターに変身していても問題ない。

#### 状態異常
戦闘中の自然回復はターン終了時に一定確率で行われ、状態に応じて自然回復の確率はそれぞれ異なる。これは前作と共通の仕様。
- 本作では「呪い」と「暗闇」の状態異常が戦闘後も続くようになった。ただし、戦闘終了後も持続する状態異常は、全て宿屋や休憩所などで回復可能になった（GB版では宿屋で治療できなかった「石化」も含まれる）。
- 戦闘終了後に解除される状態異常は、「戦闘不能」を除けば全て戦闘中に自然回復するようになった。GB版では戦闘中に自然回復しなかった「弱体」「沈黙」「毒」も含まれる。
- 新たに「スタン」の状態異常が追加された。行動する前にスタン状態になった場合はそのターンの行動が不可能になるが、行動した後にスタン状態になった場合は次のターンの行動が不可能になる。

### キャラクターのシステム
サポートメンバー
5人目の仲間（サポートメンバー）は、メインメンバーとは異なり一時的にしかパーティに加入しないため、機能に制限がかけられている。ただしその制限はGB版とは異なる。
サポートメンバーの制限
- 装備品の着脱が不可能。GB版では武具の追加装備だけ可能だったが、本作は追加装備もできない。
- 食肉が不可能。そのため変身できず、特性を身につけることもできない（最初から特性を身につけているメンバーもいない）。
- 周回プレイでキャラクターの強さを引き継いだ場合でも、サポートメンバーは強さが初期値に戻る。
- パスワードの入力による、仲間全員を対象としたパラメータ強化や技の修得ができない。
- 未来・異次元で仲間になったサポートメンバーは、過去・現在に連れて行こうとするとパーティを離脱する。ただし、未来・異次元のどちらかに戻れば、離脱した状態のままで再びパーティに加入する（ストーリーの進行でパーティを離脱するケースを除く）。

ただし、上記の制限以外であればメインメンバー同様である。バトルでの成長・成長アイテムの使用・タイムズギアの作動・連携参加・技の修得など一通りの行動が可能。
その他のキャラクター
メインメンバーに協力するその他の登場人物の設定や結末が、GB版から一部変更されている（「ボルフェス博士はバイオ技術ではなくサイボーグ技術を持つ」「未来世界でおおばばさまが亡くならない」に変更されている、など）。
また、一部のキャラクターに関してはSSSとタイムズ・ギアを併用する事によりプレイヤー側からその経緯や結末を任意に変更させる事が可能になった。
敵モンスター
成長システムと同様に、サガシリーズのシステムに統一する形で系統ごとに再構成されている。この変更に伴い、GB版から半数弱の敵モンスターが削除・新規追加されている。また、ボス専用敵キャラクターなどの一部を除いて、GB版では1系統あたり2-5種類とばらつきが見られたが、DS版では前作に倣った形で1系統につき5-6種類にほぼ統一されている。
同じ名前のモンスターでも強さのランクは大幅に変更されていることも多く、そのためGB版と同じシチュエーションで同じモンスターが登場する場面でありながら難易度が大きく変動しているケースも存在する。
ボスキャラクターは全体的に強化されており、サガシリーズのシステムに統一する形で攻撃方法が変更されている。

### ステスロス
- 機内に積み込むパーツはGB版（13種類）から再構成され、合計19種類に変更されている。ただし、それ以外のステスロスに関係のあるアイテム（リモコンなど）も、積み込まないタイプのパーツとして扱われるようになり、これらは合計4種類ある[27]。
- ステスロス砲はGB版と異なり、攻撃系（2種類）とステータスアップ系（2種類）の合計4種類になり、武器の強化はパーツの1つである「スカウトシステム」の入手後に敵モンスターをスカウト（捕獲）して行う仕様に変更された。
- GB版ではステスロスでの飛行時に戦闘に遭遇した場合はステスロスが先制で援護攻撃を加える仕様だったが、本作ではステスロスでの飛行時には戦闘に遭遇しない様に変更された（ステスロスでの移動は戦闘が発生しないワールドマップのみ）。この変更に伴い、ステスロスの援護攻撃を行う場合にはメインメンバーのいずれか1人に武器の項目で「リモコン」を装備させ、戦闘時にリモコンを使用して4種類の武器のいずれかで援護攻撃を行わせる仕様に変更されている。
- GB版では「時空ワープ」が1度しか使用できず、異次元世界へのワープ後はゲームをクリアするまでサガ世界には戻れない仕様だったが、本作ではシナリオの進行後ある条件を満たす事でサガ世界（過去・現在・未来のいずれからも可能）と異次元世界の相互ワープが自由に行えるようになった。

#### ステスロスのパーツ
今回は、未発見のパーツの数を検索する「レーダー」が登場しない。また、フリーシナリオで手に入るパーツも多数存在する。
基本機能
リモコン
ワールドマップ上でステスロスを呼び出したり、ステスロス砲を使う時に必要。装備品として使うがパーツに数えられる。使用回数はリチャージ屋では回復できず、「スカウト」を行なうことで回復する。

ステスロス砲
戦闘中にリモコンを使って呼び出して援護させる砲撃。モンスターを「スカウト」することで性能が強化される。スカウトするモンスターが誰になるかは、敵シンボル1体ごとに設定された「必ず出現するモンスター=リーダー」となっており、モンスターによって強化される性能は異なる。なお、本作で唯一クリティカルヒットを出せる手段であり、攻撃以外でも発生する。発生するとより強力な効果になる。
レーザー
初期搭載されているステスロス砲である。出現している敵全体にダメージを与える。命中率・攻撃力・クリティカルヒット発生率を強化可能。
スタックレーザー
出現しているが順番待ち中の「スタック」にいる敵に、割合でダメージを与える。命中率・範囲・攻撃力・クリティカルヒット発生率を強化可能。
強化システム
仲間全員のHP以外のパラメータを一時的に上昇させる。上昇度合い・持続ターン・クリティカルヒット発生率を強化可能。
バリアシステム
敵からの属性攻撃を軽減させたり、状態異常の成功率を下げる耐性を仲間全員に3ターン与える。属性防御率・クリティカルヒット発生率を強化可能。

エンジン
ステスロスを動かす装置。今回はエンジンの切り替えによるスピード調整は不可能で、最上位のエンジンが自動的に使われる。
駆動エンジン
徒歩と同じくルート上のみを移動できる。
ホバーエンジン
ルートを無視して自在に移動できるが、山や結界は超えられない。
飛行エンジン
ホバーエンジンの性能に加えて、山を自由に通過できる。

ワープ
別の時代もしくは別の世界にワープするときに用いる。今回は行き先を直接指定できる。
過去ワープ
ワープ先の候補に「過去」が追加される。
未来ワープ
ワープ先の候補に「未来」が追加される。
時空ワープ
ワープ先の候補に「異次元」が追加される。

オプション
カプセルホテル
HP・能力の使用回数を無料で回復できる。
浄化マシン
種族変化に用いる。今回はメンバーをメニューで選択する。1段階ずつ人間やエスパーに戻る方向へ変化する（人間⇔エスパー間の変化も戻る）。ただし能力や特性は全て失われる。
ジュークボックス
これまでゲーム内で聴いたBGMを自由に再生できる。
フリーズシステム
フィールドやダンジョンで時間を止め、敵シンボルや動く地形をストップさせる。任意でON・OFFを切り替えられるが、ONになっている間はギアポイントが減り続け、ポイント切れになると強制解除される。ただし時間停止中でも、敵シンボルに触れた場合は通常通り戦闘が発生する（戦闘中の敵の動きは停止しない）ほか、ボスに接近すると強制解除される。
発掘システム
フィールドやダンジョンに埋まっているアイテムを掘り出せる（『サガ2GOD』と異なり、宝箱ではなく発掘品が直接手に入る）。場所はツルハシのマークが直接視認できる（1度だけならミニマップ上にも表示される）。
スカウトシステム
こちらを追跡していない敵シンボルに近づいた時にAボタンを押すことで、シンボルの魔物を吸収してステスロス砲のスペックを高められるほか、リモコンの戦闘中の使用回数を回復する。
スカウトされた敵シンボルは消える（時間経過などで再出現はする）。失敗することもあり、その場合は敵シンボルが強制的に追跡モードになる（フリーズシステム発動中を除く）。1回使用すると数秒間は再使用できない。また、成否にかかわらず、戦闘から逃げた直後の点滅（戦闘回避）状態は解除される。
ボスやハントで登場するシンボルや、巨大化した敵シンボルの一部はスカウトすることができない。
同じモンスターは10体までしかスカウトできない。11体以上スカウトしようとしても、敵シンボルが消えるだけであり、ステスロス砲の性能は上がらない。
レーダーシステム
宝箱の位置がミニマップ上に表示される。
警戒システム
敵シンボルの位置がミニマップ上に表示される。巨大敵やボスは巨大なマークになる。

### 移動時

#### マップ
GB版ではフィールドを自由に移動可能だったが、今回は「地名を選択するワールドマップ」と「各地名内で実際に移動したり戦闘したりするフィールドマップ」に分かれている。ワールドマップ上では地名同士はルートで繋がっており、ステスロス以外ではルート上しか移動できない。フィールドマップに入ると、たいていはいくつかの出入り口があり、未開拓の出口から出るとルートが追加され、行動範囲が広がっていく。ただしこのような移動で開拓できないルートもあり、その場合は町の住民などに話を伺ったり、イベントを進めることで開拓できる。
たとえば、拠点Aに「西口から初めて訪れた」場合、ワールドマップで利用できる「拠点Aと他をつなぐルート」は、この時点では「（原則的に）西側のみ開通」している。しかし、拠点A内部のマップで東口から出れば、「拠点Aから東側へ行くルート」も新たに開通して利用可能になる。ただし、ルート先が水中などの特殊な地形になっている場合、そうした地形に入る手段が無ければ、まだその出入口自体が通行できない。ただし異次元世界の場合、まだ訪れていない拠点にステスロスで直接乗り込むことが可能なため、ルート開拓はサガ世界に比べると簡素である。
また、GB版ではサガ世界に関しては海底マップが別に用意されており、ここに行くために「サモン」の魔法が必要だったが、今回は海底そのものはワールドマップとしては用意されておらず、「海底に位置する拠点」に行く時のみ一時的に「サモン」を使って潜行する形である。

#### アビリティ
前述で追加された「フリーズシステム」の代わりに、GB版で使用できた「ジャンプ」が廃止。これにより、落とし穴を飛び越えなければ行けない場所に関しては、さらに上のフロアから落とし穴を伝って辿りつく・別のルートを探す・仕掛けを動かすなどの方法で探索する必要がある。

### 名称
著作権および商標権などを侵害する問題から一部の敵モンスターが削除され、アイテムの名称が変更された。
- 削除例：「チンドン」、「くいだおれ」、「よしもと」、「ミッキー」
- 変更例：「ライトセーバー」→「ライトサーベル」

また、CEROの規定などの為、一部の台詞が変更されている箇所がある。
これらの他にも多数の細かな変更点がある。

### BGM
全てニンテンドーDSのハードに合わせてアレンジされ、さらに以下の新曲が追加されている（カッコ内は使用される主な場面）。
1. 輝ける未来へ（オープニングデモ）
2. パイルアップ・スタック（チェーンエンカウント時の戦闘）
3. ホールド・アウト（最初から巨大化している敵との戦闘）
4. 真・神戦（最終ボスバトル後半戦）
5. 時空の狭間（ワンダラー登場時）
6. 決意の狭間（真の最終ボスバトル後半戦）

既存のBGMもアレンジされているものが多く、中には、伊藤賢治担当の「異次元の神々」のように“意図的にイメージを大きく変えた”ものや、笹井隆司担当の曲のように“GB版では容量不足で意図したように作れなかった”ものなどがある。

## 制作スタッフ
- 河津秋敏 - シリーズディレクター
- 三浦宏之 - プロデューサー
- 吉岡加寿彦 - ディレクター
- 京念秀史 - 監修
- 小林元 - メインキャラクターデザイン・イメージイラスト
- 伊藤賢治、笹井隆司 - 作曲・編曲
- 植松伸夫、藤岡千尋 - 一部原曲